# Венковець
Ве́нковець (болг. Венковец) — село в Софійській області Болгарії. Входить до складу общини Іхтіман.

## Населення
За даними перепису населення 2011 року у селі проживали 39 осіб, з них 38 осіб (97,4%) — болгари.
Розподіл населення за віком у 2011 році:
Динаміка населення: